# The Jerry Springer Show

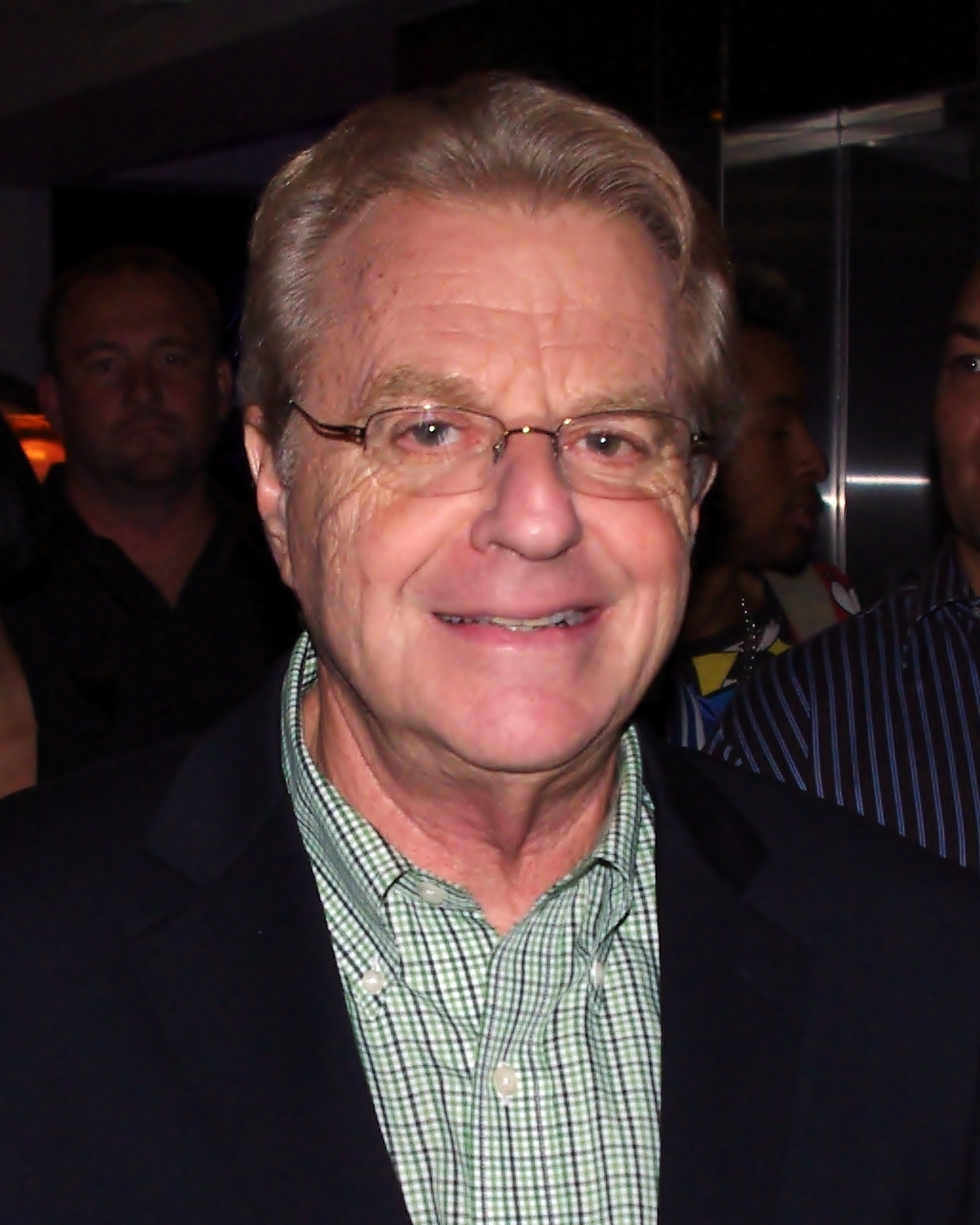
Jerry Springer, Moderator der Sendung, im September 2011.

The Jerry Springer Show war eine US-amerikanische Talkshow, die zwischen 1991 und 2018 werktäglich auf verschiedenen Fernsehsendern (Syndikation) ausgestrahlt wurde. Moderiert wurde die Sendung von Gerald Norman „Jerry“ Springer.
Internationale Bekanntheit erlangte die Sendung dadurch, dass die Gäste ihre individuellen Konflikte in privaten Beziehungen und ihre Alltagsprobleme häufig mit Handgreiflichkeiten auf der Bühne austrugen.
Aufgrund schwacher Quoten wurde die Sendung nach 27 Staffeln 2018 eingestellt.

## Hintergrund
In einem Interview mit der Nachrichtenagentur Reuters gab Springer an, er würde sich die Sendung niemals selber ansehen, er gehöre nicht zur Zielgruppe. Des Weiteren bezeichnete er die Sendung als „alberne Show“.
In der Filmkomödie Austin Powers – Spion in geheimer Missionarsstellung sind Szenen mit den Filmfiguren zu sehen, die in der Originalkulisse gemeinsam mit Jerry Springer agieren, als wären sie Gäste der Show.

## Trivia
Unter anderem war Kenny Easterday als Informations-Bote der Gäste von Jerry Springer angestellt.